# 天啟4騎士 (電影)
是一部2009年的美國心理驚悚電影，由喬納斯·艾克朗執導，大衛·卡拉漢編寫劇本，丹尼斯·奎德、章子怡、盧·泰勒·普奇、小克利夫頓·柯林斯、派翠克·福吉特及彼得·史托馬主演。劇情描述警探艾丹·布雷斯林在他虔誠的妻子去世後，他與兩個兒子分居。在調查一系列謀殺案時，他發現自己和犯罪嫌疑人之間存在著可怕的聯繫，這似乎是基於聖經中關於启示录中的四骑士的預言：戰爭、飢荒、瘟疫和死亡。該片在加拿大溫尼伯拍攝，於2009年3月6日在美國上映。

## 演員
- 丹尼斯·奎德 飾 偵探艾丹·布雷斯林
- 章子怡 飾 克莉斯汀·史皮茲
- 盧·泰勒·普奇 飾 艾力克斯·布雷斯林
- 小克利夫頓·柯林斯 飾 史汀格瑞
- 派翠克·福吉特 飾 柯瑞·庫斯
- 彼得·史托馬 飾 史皮茲先生
- 達里爾·多爾奇 飾 葛瑞森·雅各布
- 艾瑞克·貝福 飾 泰勒
- 利安·詹姆斯 飾 西恩·布雷斯林

## 製作
主要拍攝在加拿大馬尼托巴省溫尼伯進行。

## 外部連結
- 互联网电影数据库（IMDb）上《天啟4騎士》的资料（英文）
- Box Office Mojo上《天啟4騎士》的資料（英文）
- 豆瓣电影上《天啟4騎士》的資料 （简体中文）
- 爛番茄上《天啟4騎士》的資料（英文）
- Metacritic上《天啟4騎士》的資料（英文）